# Municipio de Liberty (condado de Tioga)
El municipio de Liberty (en inglés: Liberty Township) es un municipio ubicado en el condado de Tioga en el estado estadounidense de Pensilvania. En el año 2000 tenía una población de 868 habitantes y una densidad poblacional de 2.8 personas por km².

## Geografía
El municipio de Liberty se encuentra ubicado en las coordenadas 41°35′00″N 77°04′59″O / 41.58333, -77.08306.

## Demografía
Según la Oficina del Censo en 2000 los ingresos medios por hogar en la localidad eran de $36,953 y los ingresos medios por familia eran $42,500. Los hombres tenían unos ingresos medios de $27,063 frente a los $21,591 para las mujeres. La renta per cápita para la localidad era de $15,857. Alrededor del 9,2% de la población estaban por debajo del umbral de pobreza.